# 1924 (numero)
Millenovecentoventiquattro (1924) è il numero naturale dopo il 1923 e prima del 1925.

## Proprietà matematiche
- È un numero pari.
- È un numero composto da 12 divisori: 1, 2, 4, 13, 26, 37, 52, 74, 148, 481, 962, 1924. Poiché la somma dei suoi divisori (escluso il numero stesso) è 1800 < 1924, è un numero difettivo.
- È esprimibile come somma di due quadrati: 1924 = 1024 + 900 = 322 + 302.
- È un numero odioso.
- È parte delle terne pitagoriche (124, 1920, 1924), (624, 1820, 1924), (693, 1924, 2045), (740, 1776, 1924), (1276, 1440, 1924), (1443, 1924, 1276), (1924, 2400, 3076), (1924, 5307, 5645), (1924, 6105, 6401), (1924, 12432, 12580), (1924, 17745, 17849), (1924, 24975, 25049), (1924, 35568, 35620), (1924, 71175, 71201), (1924, 231357, 231365), (1924, 462720, 462724), (1924, 925443, 925445).

## Astronomia
- 1924 Horus è un asteroide della fascia principale del sistema solare.

## Astronautica
- Cosmos 1924 è un satellite artificiale russo.